# Верхние Котлы
Верхние Котлы́ — бывшая деревня, вошедшая в состав Москвы в 1932 году.

## История

### Первое упоминание
Первое упоминание этой местности относится к концу XIV века, когда через неё проходили русские рати, направлявшиеся на Куликово поле. В этот период село Котёл было местом встреч различных лиц, прибывавших в столицу. В 1390 году на Котле великий князь Василий I Дмитриевич торжественно встретил митрополита Киприана, приехавшего в Москву.

### Верхние Котлы в XVII — XVIII веках
В писцовых книгах 1620-х годов отмечена «пустошь, что было сельцо Козино, Копытово тож, на речке на Котле», принадлежащая Афанасию Осиповичу Прончищеву.
Обустраивая своё подмосковное поместье, Прончищев поставил на пустоши около речки Котёл небольшую усадьбу, в которой поселил челядь, а затем построил здесь деревянную церковь Николая Чудотворца, после чего селение стало именоваться Никольским. По переписной книге 1646 года:
Село Никольское, что была пустошь Козино, Копытово тож, на речке Котле, а в селе церковь Николая Чудотворца, да Зосимы и Савватия Соловецких чудотворцев, у церкви во дворе поп Сидор Спиридонов, двор церковного бобыля; на другой стороне речки Котла двор вотчинников с деловыми его людьми.

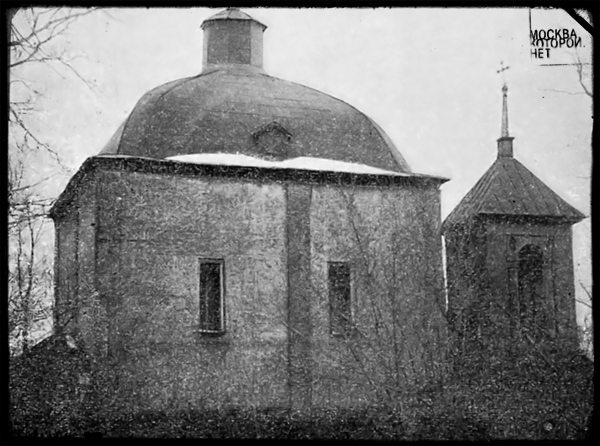
Церковь Николая Чудотворца в Верхних Котлах

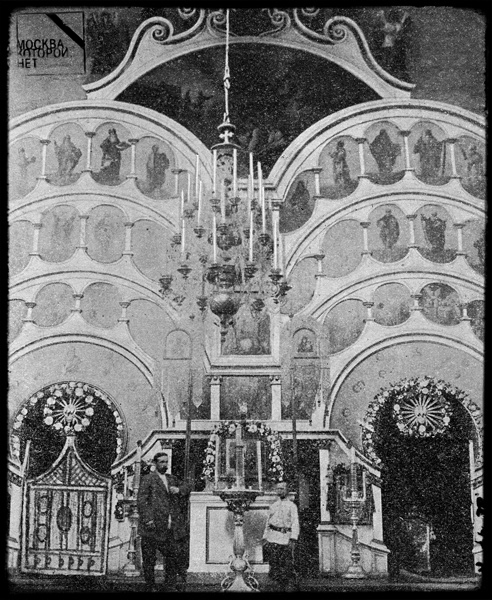
Внутренне убранство церкви в Верхних Котлах

Деревня же Верхние Котлы находилась восточнее, на проезжей дороге.
После смерти Афанасия Осиповича в 1660 году село досталось его сыну Ивану Афанасьевичу Прончищеву.
При нём в середине 1670-х годов здесь была построена каменная церковь Знамения Богородицы с приделом Николая Чудотворца, и по описанию 1678 года село именуется уже тройным именем — Знаменское, Никольское, Козино. Тогда здесь, кроме усадьбы с дворовыми людьми, стояли ещё девять дворов.
По описанию 1704 года, в имении Прончищевых отмечены две усадьбы — Никольское и Троицкое — с 13 дворовыми людьми, и 17 крестьянских дворов, где жили 58 человек. 
Александр Тимофеевич Ржевский в 1742 году отдал свою часть (Троицкое) дочери Анне Александровне, которая вышла замуж за президента Вотчинной коллегии князя Ивана Михайловича Одоевского (1698—1755). В середине XVIII века усадьба Никольское тоже числится собственностью Одоевских — с 1756 года ей владел князь Сергей Иванович Одоевский, но вскоре перешла к Головиным, затем — князьям Голицыным .

### Верхние Котлы в XIX — XX веках
Непосредственно перед крестьянской реформой в 1861 году Верхними Котлами владели Н. А. Калашников и М. Н. Андреев. Калашниковские крестьяне быстро выкупились у помещика, отдав в качестве выкупа ему свои сады, которые славились на всю округу. Помимо сельского хозяйства здешние крестьяне активно занимались и извозом, а также торговлей лошадьми.
В середине XIX века была проложена железная дорога и Верхние Котлы становятся дачной местностью. Однако близость к городу, наличие хороших путей сообщения привели к тому, что здесь быстро начинает развиваться промышленное производство. Уже в середине XIX века здесь зафиксировано четыре завода. Позднее их количество быстро увеличивается. В 1896 году здесь открывается шёлкокрутильная фабрика торгового дома «Катуар и сыновья», на которой в 1916 году работало 600 человек. Её появление было не случайным. Представители этого рода обосновались здесь ещё в 1871 году, когда один из здешних участков был продан потомственным почётным гражданам К. И. и Л. И. Катуарам и их матери. Здесь они устроили свою усадьбу и даже проложили к ней шоссе, которое стало называться Катуаровским, а в 1951 году было переименовано в Нагорную улицу. В 1899 году в этой же округе был открыт кирпичный завод З. А. Якобсона.
С 1932 года Верхние Котлы вошли в черту города. Тогда же местная церковь была закрыта и приспособлена под клуб. Затем вместе с кладбищем и остатками усадебного парка храм был полностью уничтожен. С 1966 года эти места стали районом массовой жилой застройки.

### XXI век
Память о деревне сохраняется в названиях платформы павелецкого направления и станции МЦК «Верхние Котлы».